# Thallarcha trissomochla
Thallarcha trissomochla är en fjärilsart som beskrevs av Turner 1940. Thallarcha trissomochla ingår i släktet Thallarcha och familjen björnspinnare. Inga underarter finns listade i Catalogue of Life.